# Manouria impressa
La tortuga gravada (Manouria impressa) és una espècie de tortuga terrestre de la família Testudinidae que habita en les àrees de boscos de muntanya del sud-est asiàtic: Myanmar, sud de la Xina, Tailàndia, Laos, Vietnam, Cambodja i Malàisia. L'espècie es troba entre les tortugues més boniques, amb una closca de color marró. Els adults són molt més petits que la seva parent més propera, la tortuga gegant asiàtica de bosc o tortuga muntesa (Manouria emys), amb una grandària màxima de 35 cm.
Aquesta tortuga viu a grans altures, fins als 2.000 m. El seu comportament és poc conegut, la dieta en el seu hàbitat pot consistir en gran part de vegetals, bolets i brots de bambú. L'espècie és coneguda per ser difícil de mantenir viva en captivitat, tot i que la seva situació en la naturalesa és incerta, es consumeix àmpliament per la població local i la cria en captivitat s'ha produït poc.